# West Coast Choppers

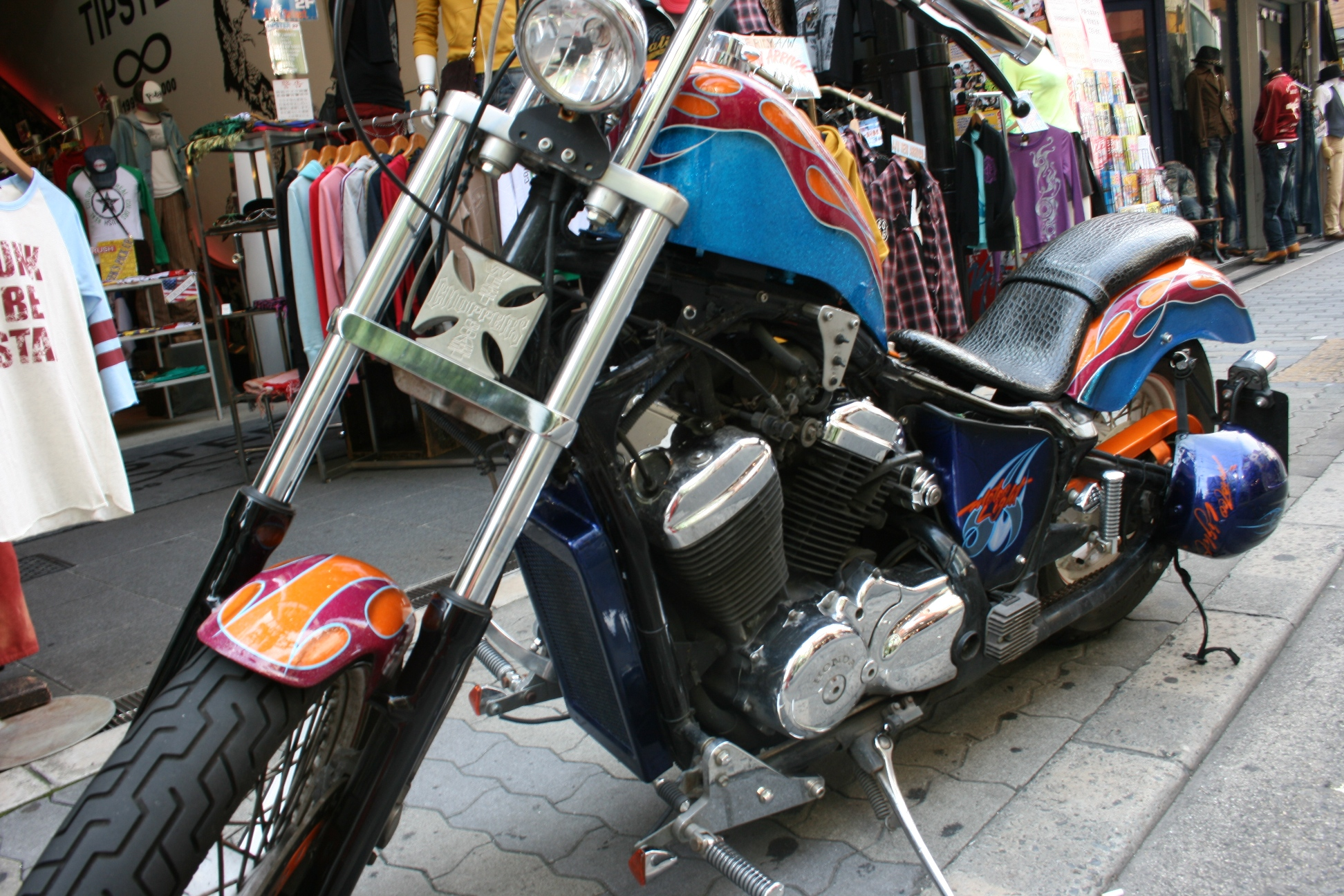
Uma Harley com alguns equipamentos da WCC no Japão

West Coast Choppers é uma empresa fundada nos Estados Unidos por Jesse James, notório por customizar e fabricar motocicletas de estilo chopper. Alguns de seus ilustres clientes são celebridades como Shaquille O'Neal, Paul Walker (+fast+furious 2003),Keanu Reeves, Bill Goldberg, Kid Rock, James Hetfield, e Tyson Beckford.

## História
Criada e  fundada por Jesse James, a empresa expandiu a licença da marca após a apresentação em 2001, do documentário de televisivo da Discovery Channel chamado "Motorcylcle Mania I". Onde uma motocicleta era desenvolvida a partir do zero, do chassi ao acabamento final, desenvolvido todo de forma individual.